# Extreme Power Metal (album)
 (novembre 2019).
Albums de Dragonforce
Reaching into Infinity
(2017) Warp Speed Warriors
(2024)
Extreme Power Metal est le huitième album studio du groupe britannique de power metal Dragonforce, publié le 27 septembre 2019. Il s'agit du dernier album studio du groupe avec le bassiste de longue date Frédéric Leclercq et du premier à ne pas utiliser le clavier de Vadim Pruzhanov, qui a quitté le groupe en 2018; pour un remplacement permanent. Le single principal "Highway to Oblivion" a été publié le 30 juillet 2019. Le groupe entamera une tournée mondiale pour soutenir l'album après sa sortie. l'album contient également les singles "the last dragonborn" et une reprise de "My heart will go on" 
Le groupe a enregistré l'album avec le producteur et bassiste de Once Human, Damien Rainaud, au Mix Unlimited à Los Angeles. Une partie de l'enregistrement a également été diffusée sur le Twitch du guitariste Herman Li.
| 1.    | Highway to Oblivion                          | 6:48 |
| 2.    | Cosmic Power of the Infinite Shred Machine   | 6:36 |
| 3.    | The Last Dragonborn                          | 6:12 |
| 4.    | Heart Demolition                             | 5:39 |
| 5.    | Troopers of the Stars                        | 5:03 |
| 6.    | Razorblade Meltdow                           | 4:45 |
| 7.    | Strangers                                    | 4:29 |
| 8.    | In a Skyforged Dream                         | 4:45 |
| 9.    | Remembrance Day                              | 5:10 |
| 10.   | My Heart Will Go On (Reprise de Céline Dion) | 3:23 |
| 52:50 |                                              |      |